# Trumoon
Trumoon è una rivista antologica a fumetti pubblicata in Italia dal 1983 al 1985 per quattro numeri. Dopo 32 anni, nel 2017, è stato pubblicato il n. 5. Era specializzata in produzioni a fumetti di autori esordienti come Giuliano Piccininno, Bruno Brindisi, Roberto De Angelis, Luigi Coppola, Daniele Bigliardo e altri.

## Storia editoriale
All'inizio degli anni ottanta, a Salerno, un gruppo di aspiranti fumettisti, tra cui Giuseppe De Nardo, Roberto De Angelis, Raffaele Della Monica, Bruno Brindisi, Luigi Siniscalchi, Vincenzo Lauria e Giuliano Piccininno, decide di fare gruppo e produrre una rivista corale. Dopo quattro anni di attività e altrettanti numeri della rivista pubblicati, il collettivo si scioglie per volontà dei singoli membri di dedicarsi a progetti personali.
Nel 2005 è stato pubblicato un volume speciale a cura di Raffaele De Falco per il ventennale dall'ANAFI (associazione nazionale amici del fumetto e dell'illustrazione) con copertina di Bruno Brindisi.
Nel 2013, in occasione del Salerno Comicon, in occasione dell'anniversario trentennale della rivista, è stata organizzata una mostra retrospettiva presso il Complesso Monumentale di Santa Sofia.
Nel 2016, Giuseppe De Nardo (presidente dell'associazione Culturale Trumoon nonché fondatore della rivista), insieme ad un folto gruppo di giovani leve e alla vecchia guardia, riprende le redini della rivista e, nel settembre 2017 viene pubblicato il quinto numero.
Dal 2017 il collettivo affianca alla produzione cartacea, un portale online su cui pubblica tutte le storie stampate e inedite.
Nel 2018 ha esordito la collana Trumoon One Sheet, formata da albi costituiti da un unico foglio ripiegato, che ospita al suo interno un insieme di storie accomunate da un colore, un tema e un'ambientazione.

## Elenco
| Numero | Anno | Copertina                                                                           |
| ------ | ---- | ----------------------------------------------------------------------------------- |
| 0      | 1982 | Giuliano Piccininno                                                                 |
| 1      | 1983 | Daniele Bigliardo                                                                   |
| 2      | 1984 | Luigi Coppola                                                                       |
| 3/4    | 1985 | Giuseppe De Nardo                                                                   |
| 5      | 2017 | A side: Bruno Brindisi/Roberto De Angelis B side: Simone Ferrigno/Margherita Iuorio |

| Colore | Anno | Tema       | Ambientazione        | Copertina                         |
| ------ | ---- | ---------- | -------------------- | --------------------------------- |
| Blu    | 2018 | Freddo     | Stazione Ferroviaria | Daniele Bigliardo/Mattia Ammirati |
| Giallo | 2019 | Tradimento | Hotel Pandora        | Lucilla Stellato/Mattia Ammirati  |